# Jerry Lewis (série télévisée d'animation)
Pour les articles homonymes, voir Jerry Lewis.
Jerry Lewis (Will the Real Jerry Lewis Please Sit Down) est une série télévisée d'animation américaine en dix-sept épisodes de 25 minutes produite par Filmation et diffusée du 12 septembre 1970 au 9 janvier 1971 sur le réseau ABC.
En France, seulement deux épisodes ont été diffusés le 25 décembre 1974 sur FR3. La série met en scène des personnages aperçus dans les films Docteur Jerry et Mister Love (le professeur Nutty), Le Dingue du palace et Le Zinzin d'Hollywood  (Jerry).

## Synopsis
Jerry Lewis est un garçon fantasque qui vit de petits boulots. Il vit chez son père, le professeur Nutty. Il possède un chien, Halfie et une grenouille Spot qui se prend pour un chien. Il partage la maison familiale avec sa sœur Géraldine qui est une vraie peste et ne se prive pas de lui mener la vie dure. En ce qui concerne sa vie privée, il est secrètement amoureux de Rhonda, sa voisine.

## Distribution

### Voix originales
- David Lander : Jerry Lewis / le professeur Nutty
- Jane Webb : Geraldine Lewis / Rhonda

## Épisodes
1. L'Ordinateur (Computer Suitor)
2. Crash Course
3. 2 1/2 Rind Circus
4. Good Luck Charm
5. Out to Launch
6. Watch of the Rhino
7. Espionnage industriel (To Beep or Not to Beep)
8. How Green was My Valet
9. Movie Madness
10. Rainmaker
11. Jerry Goes Ape
12. Haunted House Guest
13. Penthouse
14. Shipboard Romance
15. Hokus Pokus
16. Double Trouble
17. Double Oh-Oh-